# Список объектов, названных в честь Леонарда Эйлера

Существует множество математических и физических объектов, названных в честь Леонарда Эйлера, что породило шуточное фольклорное правило: «В математике принято называть открытие именем второго человека, который его сделал — иначе пришлось бы всё называть именем Эйлера».

## Теоремы
- Теорема Эйлера в теории чисел — обобщение малой теоремы Ферма.
- Теорема вращения Эйлера — утверждение, что любое движение твёрдого тела в трёхмерном пространстве, имеющее неподвижную точку, является вращением тела вокруг некоторой оси.
- Теорема Эйлера в планиметрии — зависимость между радиусами вписанной и описанной окружностей треугольника.
- Теорема Эйлера о четырёхугольниках — связь между сторонами выпуклого четырёхугольника и его диагоналями.
- Пентагональная теорема Эйлера о производящей функции для числа разбиений.
- Гипотеза Эйлера в теории чисел — утверждение, что для любого натурального числа {\displaystyle n>2} никакую n-ю степень натурального числа нельзя представить в виде суммы из {\displaystyle (n-1)} натуральных чисел, возведённых в {\displaystyle n}-ю степень. Опровергнуто.
- Теорема Эйлера для многогранников — связь между числом вершин, рёбер и граней многогранника. Также имеет смысл для планарного графа.
- Теорема Эйлера для однородных функций — утверждение, что дифференцируемая функция {\displaystyle f(x_{1},x_{2},...,x_{n})} является однородной с порядком однородности {\displaystyle q}, тогда и только тогда, когда выполнено соотношение Эйлера: {\displaystyle \sum x_{k}f'_{x_{k}}(x_{1},x_{2},...,x_{n})=qf(x_{1},x_{2},...,x_{n}).}

## Уравнения
- Уравнения Эйлера — Лагранжа — основные формулы вариационного исчисления, c помощью которых ищутся экстремумы функционалов, зависящих от неизвестной функции и её производной.
- Уравнения Эйлера — Пуассона — обобщение уравнения Эйлера — Лагранжа на случай, когда функционал зависит от неизвестной функции и её производных выше первого порядка.
- Уравнения Эйлера (механика твёрдого тела) — описывают вращение твердого тела.
- Уравнение Эйлера (гидродинамика) — описывает движение идеальной (невязкой) сжимаемой жидкости или газа.
- Уравнение Коши — Эйлера — линейное дифференциальное уравнение определённого типа, допускающее явное решение.
- Эйлеровы точки либрации (коллинеарные точки).
- Уравнение Эйлера — Бернулли — описывает равновесие балки.

## Функции
- Функция Эйлера {\displaystyle \varphi (n)} — количество натуральных чисел, не превосходящих {\displaystyle n} и взаимно простых с ним. *:{\displaystyle \varphi (n)=n\prod _{p\mid n}\left(1-{\frac {1}{p}}\right),\;\;n>1,}

где {\displaystyle p} — простое число и пробегает все значения, участвующие в разложении {\displaystyle n} на простые сомножители.
- Функция Эйлера — модулярная функция {\displaystyle \phi (q)=\prod _{k=1}^{\infty }(1-q^{k}),\;|q|\leq 1}. Является классическим примером, показывающим связь между комбинаторикой и комплексным анализом.

## Тождества
- Тождество Эйлера в теории чисел
- Тождество Эйлера в комплексном анализе — частный случай формулы Эйлера, связывающий пять фундаментальных чисел математики.
- Тождество Эйлера о кватернионах, «тождество Эйлера о четырёх квадратах» (алгебра) — теорема о том, что произведение сумм четырёх квадратов является суммой четырёх квадратов.
- Тождество Эйлера в алгебре многочленов — соотношение
{\displaystyle \sum _{i=1}^{n}x_{i}\,{\frac {\partial F}{\partial x_{i}}}\equiv kF},

которое справедливо для любой алгебраической формы (однородного многочлена) {\displaystyle F(x_{1},\ldots ,x_{n})} степени {\displaystyle k}.

## Формулы
- Формула Эйлера (комплексный анализ) связывает комплексную экспоненту с тригонометрическими функциями:
{\displaystyle e^{ix}=\cos x+i\sin x.}

- Формула Эйлера в дифференциальной геометрии:
{\displaystyle \kappa _{e}=\kappa _{1}\cos ^{2}\alpha +\kappa _{2}\sin ^{2}\alpha },

где {\displaystyle \kappa _{e}} — кривизна нормального сечения поверхности в направлении {\displaystyle e}, {\displaystyle \kappa _{1}} и {\displaystyle \kappa _{2}} — главные кривизны (с соответствующими главными направлениями {\displaystyle e_{1}} и {\displaystyle e_{2}}), {\displaystyle \alpha } — угол между направлениями {\displaystyle e} и {\displaystyle e_{1}}.
- Формула Эйлера в кинематике связывает скорости двух точек твёрдого тела:
{\displaystyle {\vec {v}}_{B}={\vec {v}}_{A}+{\vec {\omega }}\times {\vec {AB}}}.
- Формула Эйлера (механика трения качения в витках): {\displaystyle F=fe^{k\alpha }}, связывает зависимость силы трения от числа оборотов (витков); {\displaystyle F} — сила, против которой направлено наше усилие {\displaystyle f} (наприм., подъёмная сила кранов с наматывающимся тросом), {\displaystyle e} — основание натуральных логарифмов, {\displaystyle k} — коэффициент трения между верёвкой (тросом, швартовами, талями) и наматывающей поверхностью (цилиндром-сваей, фрикционным колесом, воротом, кабестаном), {\displaystyle \alpha } — «угол навивания», то есть отношение длины дуги, охваченной верёвкой (числа оборотов), к радиусу этой дуги (см. также радиан).[2]
- Формула Эйлера для суммы первых {\displaystyle n} членов гармонического ряда.
- Формула Эйлера в теории графов, связывающая количество вершин, рёбер и граней планарного графа
{\displaystyle |V(G)|-|E(G)|+|F(G)|=2.}
- Формула Эйлера для треугольника — формула для расстояния между центрами вписанной и описанной окружностей треугольника.
- Формула Эйлера для четырёхугольника — выражение для расстояния между серединами диагоналей — его учетверённый квадрат равен сумме квадратов четырёх сторон четырёхугольника минус сумма квадратов двух его диагоналей. Как частный случай, из неё можно получить: тождество параллелограмма, длину медианы треугольника[3].
- Формула Эйлера для радиальных турбин и центробежных насосов

## Интегралы
- Бета-функция — эйлеров интеграл (интеграл Эйлера) первого рода.
- Гамма-функция — эйлеров интеграл (интеграл Эйлера) второго рода.
- Интеграл Эйлера — Пуассона (так называемый гауссов интеграл).

## Числа
- Постоянная Эйлера — Маскерони — предел разности между частичной суммой гармонического ряда и натуральным логарифмом числа.
- Число e — основание натурального логарифма, иррациональное и трансцендентное число.
- Число Эйлера — безразмерный коэффициент, имеющий место в уравнениях Навье — Стокса, описывающий отношение между силами давления на единичный объём жидкости (или газа) и инерционными силами.
- Эйлеровы числа
- Числа Эйлера I рода
- Числа Эйлера II рода
- Удобное число Эйлера[англ.][4]
- Счастливое число Эйлера
- Целое число Эйлера (целое число Эйзенштейна)

## Прочие математические понятия
- Лемма Лагранжа — Эйлера в теории цепных дробей — определение периода бесконечной цепной дроби.
- Эйлерова характеристика в алгебраической топологии — топологический инвариант.
- Углы Эйлера — углы, описывающие поворот абсолютно твердого тела в трёхмерном евклидовом пространстве.
- Многочлены Эйлера.
- Преобразование Эйлера — интегральное преобразование.
- Прямая Эйлера (геометрия треугольника) — прямая, проходящая через центр описанной окружности и ортоцентр треугольника.
- Окружность Эйлера, «окружность девяти точек» — в геометрии треугольника окружность, проходящая через середины всех трёх сторон треугольника.
- Круги Эйлера — геометрическая схема для отображения отношения между подмножествами.
- Критерий Эйлера, определяющий, является ли целое число квадратичным вычетом по модулю простого числа.
- Эйлеров путь (теория графов) — путь в графе, проходящий по всем рёбрам графа и притом только по одному разу. О связанных понятиях: эйлеров цикл, эйлеров граф, полуэйлеров граф см. ту же статью.
- Эйлеров сплайн — периодический идеальный сплайн минимальной нормы.
- Эйлерова сила — в механике такая сила, которая при сжимании стержня вызовет потерю его устойчивости (продольный изгиб).
- Подстановки Эйлера — замены переменных, решающие некоторые виды интегралов.
- Группа Эйлера — мультипликативная группа кольца вычетов по модулю {\displaystyle n}, обозначается {\displaystyle \mathbb {Z} _{n}^{\times }} или {\displaystyle \Gamma (n)}[5].
- Спираль Эйлера — другое название клотоиды (спирали Корню).
- Метод Эйлера — численный метод решения систем обыкновенных дифференциальных уравнений.
- Оператор Эйлера — дифференциальный оператор {\displaystyle x_{1}{\frac {\partial f}{\partial x_{1}}}+x_{2}{\frac {\partial f}{\partial x_{2}}}+\ldots +x_{n}{\frac {\partial f}{\partial x_{n}}}}.

## Прочее
- Эйлер — астероид главного пояса, открытый 29 августа 1973 года российским астрономом Тамарой Смирновой в Крымской астрофизической обсерватории.
- Эйлер — кратер ударного происхождения на видимой части Луны, диаметр 28 км.
- Олимпиада имени Леонарда Эйлера — неофициальная олимпиада, заменяющая региональный и заключительный этапы Всероссийской олимпиады школьников по математике для 8-х классов.
- Золотая медаль имени Леонарда Эйлера — награда, присуждаемая Академией наук СССР (впоследствии — Российской академии наук) за выдающиеся заслуги в математике и физике; с 1957 по 2022 год всего 8 награждённых.
- Медаль Эйлера — ежегодная награда за достижения по комбинаторике, ежегодно присуждаемая с 1993 года канадским Институтом комбинаторики и её приложений (англ. Institute of Combinatorics and its Applications).
- Медаль Эйлера — награда, присуждаемая Пермским государственным университетом за заслуги в физико-математическом образовании Пермского края.
- «Проект Эйлер» — проект в Интернете, объединяющий сотни тысяч любителей математики и программирования.
- Диск Эйлера — научная игрушка, используемая для изучения динамических систем.
- Международный математический институт имени Эйлера
- Эйлер[англ.] — язык программирования, разработанный в 1965 году Никлаусом Виртом и Хельмутом Вебером, предшественник Паскаля.
- Euler[англ.] — программный пакет для численных методов.
- EulerOS и OpenEuler — дистрибутивы Linux, разрабатываемые корпорацией Huawei.
- AMS Euler[англ.] — шрифт, разработанный Херманом Цапфом при участии Дональда Кнута, широко используемый в документах на ΤΕΧ, в материалах Американского математического общества (AMS); впервые был использован в книге Кнута «Конкретная математика», посвящённой Эйлеру.